# إليزابيث باترسون بونابرت
إليزابيث باترسون بونابرت (بالإنجليزية: Elizabeth Patterson Bonaparte)‏ هي نجمة اجتماعية وتاجرة أمريكية، ولدت في 6 فبراير 1785 في بالتيمور في الولايات المتحدة، وتوفي بنفس المكان في 4 أبريل 1879.

## وصلات خارجية
- إليزابيث باترسون بونابرت على موقع الموسوعة البريطانية (الإنجليزية)